# Rosario Almenara
María Rosario Graciela Teresa Almenara Díaz de Pezo (Lima, 5 de mayo de 1955) es una economista peruana.

## Biografía
Hija de Guillermo Almenara Valdez y María Rosario Díaz Gamero. Es nieta del médico y exministro Guillermo Almenara Irigoyen y bisnieta del político Francisco Almenara Butler.
Estudió Economía en la Universidad del Pacífico, en la cual obtuvo el título profesional de Economista. Obtuvo un Master of Arts en Economía en la Universidad de Texas en Austin, un Doctorado en Administración la Maastricht School of Management y un Doctorado en Administración Estratégica de Empresas en la Pontificia Universidad Católica del Perú.
En 1977 ingresó a trabajar al Banco Central de Reserva del Perú, en el cual fue jefa del Departamento de Análisis del Sector Público (1981-1983) y subgerente del Sector Público (1983-1990, 1990-1991)
En 1991 fue nombrada como viceministra de Economía por el presidente Alberto Fujimori. Ejerció el cargo hasta octubre del año 2000.
En noviembre de 1992 fue designada como Directora del Banco Central de Reserva mediante Decreto-Ley 25832.
Fue miembro del directorio de Petroperú en el año 2000.
En octubre de 2000 fue nombrada Superintendente de la Superintendencia Nacional de Administración Tributaria (SUNAT), cargo que ejerció hasta diciembre del mismo año.
Regresó al Banco Central de Reserva como Asesora de la Gerencia General de 2000 a 2003.
En 2003 comenzó a trabajar en Lee Hecht Harrison - Drake Beam Morin (DBM) Perú y desde 2011 es Vicepresidenta de la firma.
Es Directora de IPAE, Directora de Owit Perú, y miembro del Consejo Consultivo de la Asociación los Andes de Cajamarca.

## Publicaciones
- Atracción de la Inversión extranjera: la experiencia peruana (1999)[3]